# Ida (fiume)
La Ida (in russo Ида?) è un fiume della Russia siberiana orientale, affluente di destra dell'Angara, ora tributario del bacino idrico di Bratsk. Scorre nell'Bochanskij rajon dell'oblast' di Irkutsk.
Il fiume scorre dapprima in direzione sud-occidentale, gira in seguito verso ovest dove tocca, tra gli altri, il villaggio di Bochan. Sfocia nella baia Idinskij del bacino di Bratsk, a 1 569 km dalla foce dell'Angara, pochi chilometri a nord della città di Svirsk che si trova sulla sponda opposta. Il fiume ha una lunghezza di 153 km e il suo bacino è di 2 610 km².